# Гриннеллский колледж
Гриннеллский колледж, или Гриннелл-колледж (англ. Grinnell College) — частный гуманитарный университет в городе Гриннелл, Айова, США.
Основан в 1846 году группой конгрегационалистов из Новой Англии. В рейтинге U.S. News & World Report за 2024 год Гриннеллский колледж занял 11-е место среди гуманитарных вузов США. В колледже обучается около 1700 студентов.